# Cremona

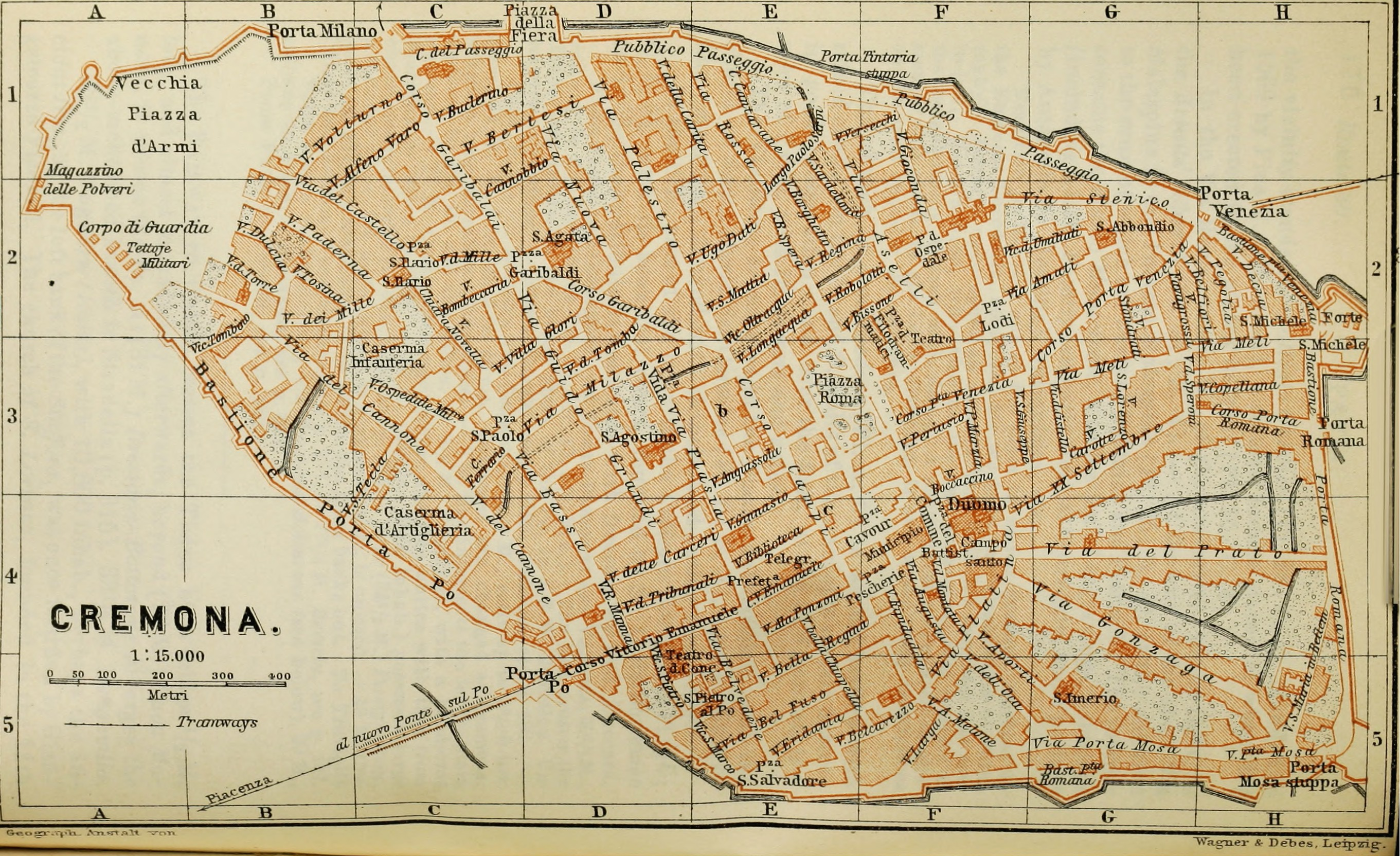
Plan der Altstadt (1893)

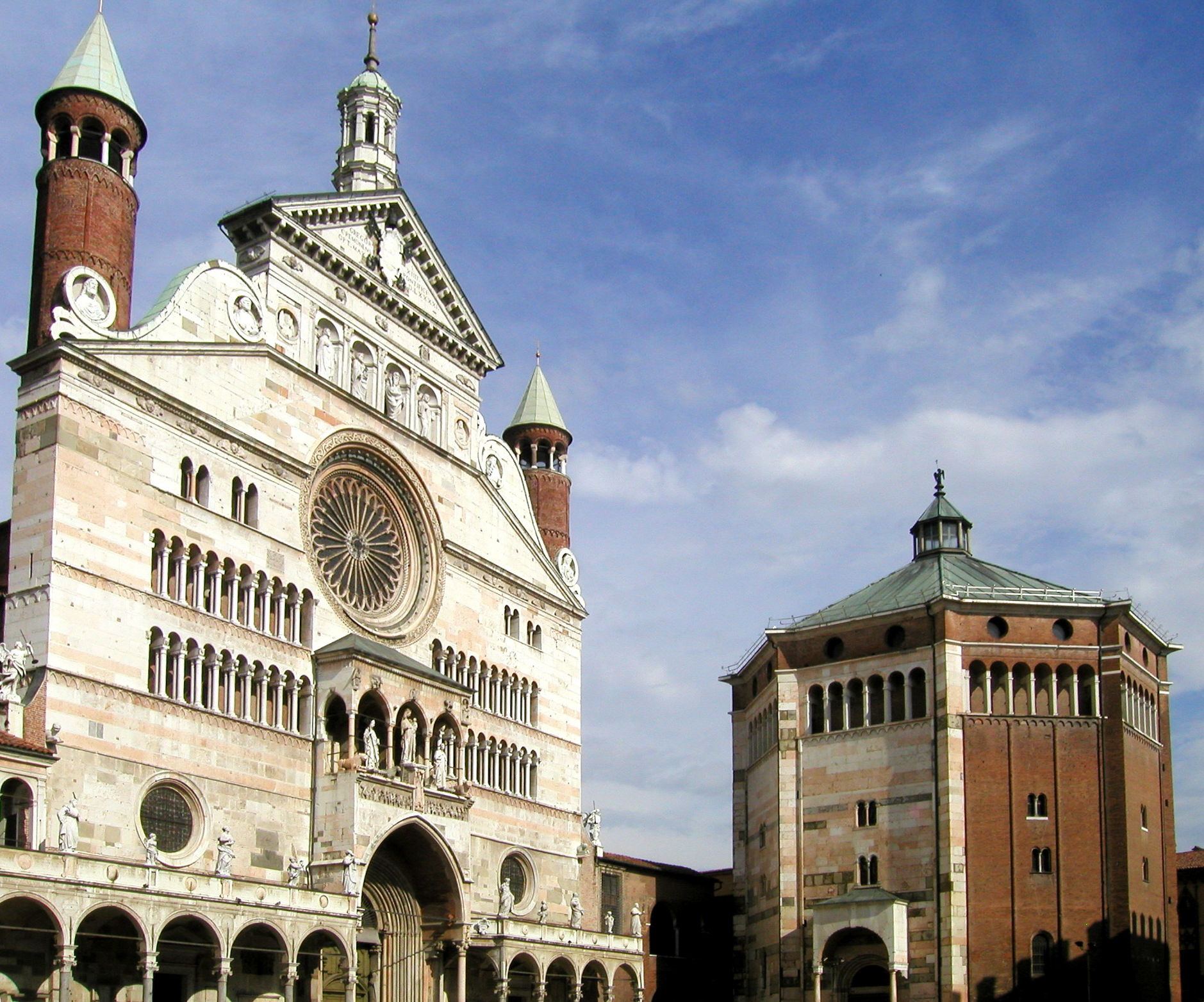
Cremona – Dom mit Baptisterium

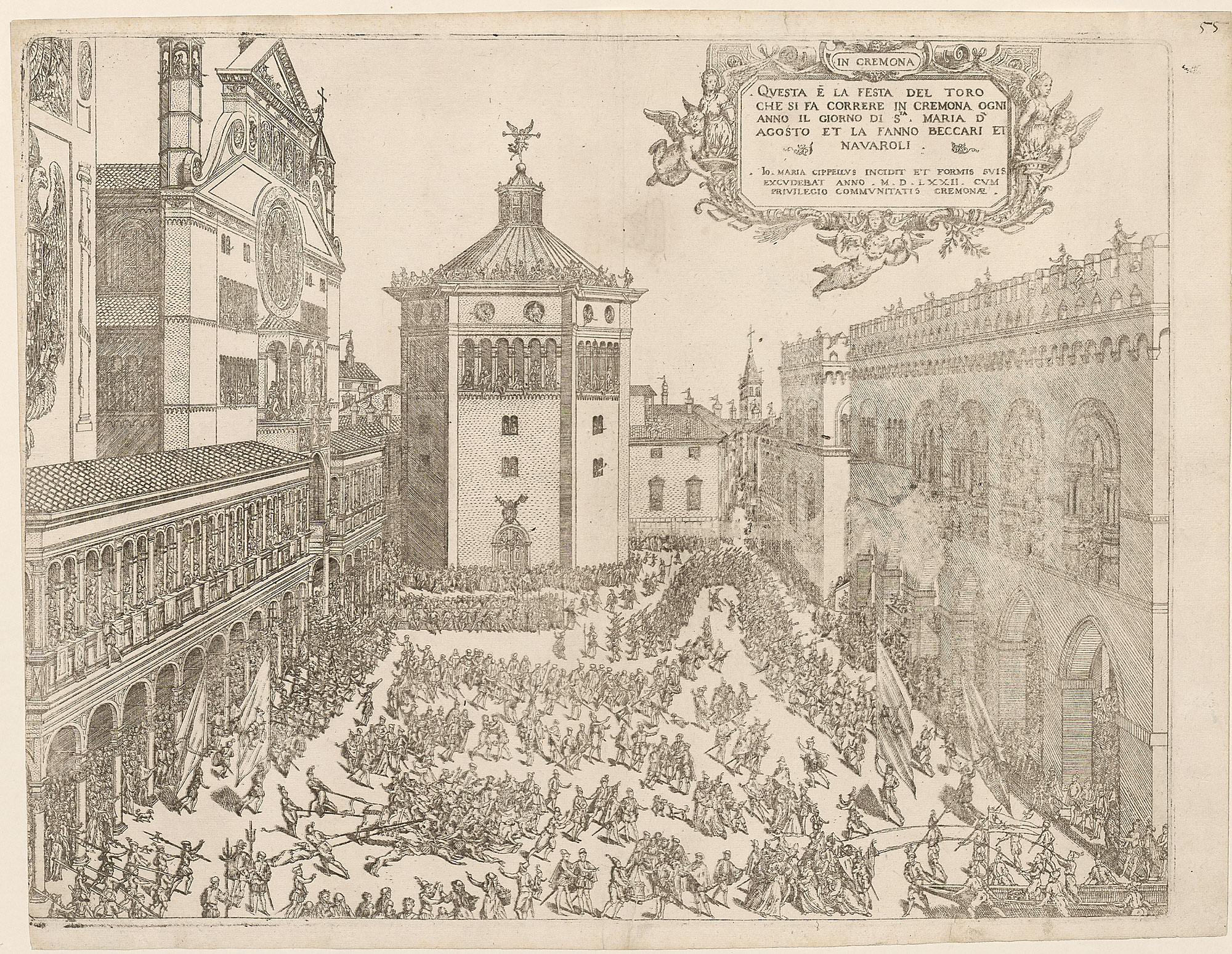
La festa del toro; Kupferstich, 1572

Cremona [kreˈmoːna] ⓘ (deutsch veraltet: Kremun) ist eine Stadt in der italienischen Region Lombardei mit 70.675 Einwohnern (Stand 31. Dezember 2023) und Hauptort der Provinz Cremona. Sie liegt am linken Flussufer des Po und inmitten der Po-Ebene (ital.: Pianura padana).
Die Stadt wurde insbesondere bekannt durch die Geigenbauerfamilien Amati, Bergonzi, Guarneri und Stradivari. Die traditionelle Geigenbaukunst in Cremona wurde 2012 zum immateriellen Kulturerbe der UNESCO ernannt.

## Geschichte
Cremona wurde 218 v. Chr., also im selben Jahr wie Placentia (Piacenza), von den Römern als Vorposten gegen die gallischen Stämme gegründet. Es wurde 190 v. Chr. mit 6000 neuen Siedlern verstärkt und bald eine der blühendsten Städte Norditaliens. Wahrscheinlich bekam die Stadt 90 v. Chr. die Rechte eines Municipiums.
Nach der Zweiten Schlacht von Bedriacum im Jahr 69 wurde Cremona von den Truppen des zukünftigen Kaisers Vespasian eingenommen und zerstört, wobei nur der Tempel der Mefitis stehenblieb. Vespasian ordnete den sofortigen Wiederaufbau an, aber die Stadt erlangte nicht wieder ihren alten Wohlstand. Von den Langobarden unter Agilulf wurde sie 605 abermals zerstört, 615 wieder aufgebaut und von langobardischen Herzögen regiert.
Im 9. Jahrhundert scheinen die Bischöfe von Cremona erhebliche weltliche Macht erlangt zu haben. Die Kommune Cremona wird erstmals in einem Dokument von 1098 erwähnt, mit dem die Stadt ein Territorium mit der Bezeichnung Isola Fulcheria von der Markgräfin Mathilde von Canossa als Lehen bekam. Die neuen Besitzungen musste es in mehreren Kriegen gegen die benachbarten Kommunen verteidigen. Im Krieg des Lombardenbundes gegen Friedrich Barbarossa trat Cremona, nachdem es an der Zerstörung Cremas 1160 und Mailands 1162 beteiligt gewesen war, schließlich dem Bund bei, nahm aber nicht an der Schlacht von Legnano teil.
In den Auseinandersetzungen zwischen Ghibellinen und Guelfen stellte sich das traditionell kaisertreue Cremona auf die Seite der Ghibellinen und fügte Parma 1250 eine entscheidende Niederlage zu. Die schönsten Gebäude Cremonas stammen aus dieser Zeit. Nach 1266 kamen im Zusammenhang mit dem endgültigen Untergang der Staufer die Guelfen in Cremona an die Macht. Die Stadt rebellierte 1311 gegen König Heinrich VII., ergab sich aber schließlich; der Stadt wurden auf Befehl Heinrichs zahlreiche Rechte entzogen, ebenso wurden die Stadtbefestigungen eingerissen. Schließlich wurde Cremona 1322 von Galeazzo I. Visconti in Besitz genommen.
1406 fiel sie an Cabrino Fondulo, der mit großen Festen Kaiser Sigismund und Papst Johannes XXIII. empfing, letzteren auf seinem Weg zum Konzil von Konstanz. Er übergab die Stadt 1419 an Filippo Maria Visconti. 1499 wurde sie von den Venezianern besetzt, fiel aber 1512 an Massimiliano Sforza. Nach Sforzas Tod eroberte Frankreich das Gebiet. 1518 konnte es von kaiserlichen Truppen zurückerobert werden. 1535 kam es zusammen mit der übrigen Lombardei an die Habsburger (ab 1544 zur spanischen Linie).
Der Überraschungsangriff auf die französische Garnison am 2. Februar 1702 (Schlacht bei Cremona) durch Eugen von Savoyen gehört zu den bemerkenswerten Ereignissen des Spanischen Erbfolgekrieges: Irische Söldner der kaiserlichen Truppen, welche durch das Haus eines Priesters in die Stadt gelangten, wurden zwar nach einem heftigen Kampf wiederum durch irische Söldner in französischen Diensten (Régiment de Dillon unter Major Daniel O’Mahoney) aus der Stadt vertrieben, konnten aber den französischen Befehlshaber Marschall Villeroi gefangen nehmen. 1707 konnte die Stadt von österreichischen Truppen eingenommen werden.
Unter den österreichischen Habsburgern erlebte Cremona Im 18. Jahrhundert wieder eine Blüte. In der von Napoleon Bonaparte 1797 gegründeten Italienischen Republik war es die Hauptstadt eines Départements. Zusammen mit der übrigen Lombardei kam Cremona 1814 wieder zu Österreich und wurde Teil des habsburgischen Königreichs Lombardo-Venetien.
Nach der Niederlage im Sardinischen Krieg musste Österreich das Gebiet an Frankreich abtreten, das es 1860 mit dem Königreich Sardinien-Piemont gegen Nizza und Savoyen tauschte. So wurde Cremona 1861 Teil des neuerrichteten Königreichs Italien.
In der Nacht vom 27. auf den 28. Oktober 1922, noch bevor Mussolinis Marsch auf Rom offiziell begann, besetzte Roberto Farinacci, der Kommandant der Faschisten Cremonas, mit seinen Squadristi die strategischen Punkte der Stadt. Während der Zeit des Faschismus ließ er – zunächst als radikaler Rivale Mussolinis und Antiduce, später zur „Rechten Hand“ Mussolinis und zum lokalen „Hierarchen“ (gerarca) Cremonas aufgestiegen – zahlreiche historische Bauten abreißen und durch teils wuchtige Gebäude und Sozialeinrichtungen im faschistischen Stil ersetzen.
Farinacci rief 1939 den Premio Cremona ins Leben, den ersten italienischen Preis für faschistische Kunst. Die erste Ausstellung des Wettbewerbs fand 1938 in Cremona statt. Der Wettbewerb bestand bis 1941.
Nach dem Zweiten Weltkrieg wurde von der amerikanischen Militärverwaltung 1945 in Cremona ein DP-Lager für jüdische Displaced Persons (DP) eingerichtet, die zumeist aus Österreich nach Norditalien geflüchtet waren. In dem Lager, das von der Nothilfe- und Wiederaufbauverwaltung der Vereinten Nationen verwaltet wurde, lebten bis zu 1200 DPs, die 1947 nach Süditalien verlegt wurden.

## Wirtschaft
Bedeutend sind die Landwirtschaft und die darauf aufbauende Lebensmittelindustrie sowie der Maschinenbau. Eine Erdölraffinerie des Unternehmens Tamoil wurde 2010 geschlossen. Der Bau von Streichinstrumenten hat in Cremona eine lange Tradition, die weiterhin gepflegt wird.

## Verkehr
Cremona hat einen Anschluss an die A 21 (Turin–Brescia). Darüber hinaus ist die Stadt über etliche Staats- und Provinzstraßen gut an die Nachbarorte in der Poebene angebunden. Der Bahnhof Cremona ist ein Eisenbahnknoten, an dem sechs Bahnstrecken zusammenlaufen. Die am Fluss Po gelegene Stadt hat auch einen Binnenhafen. Der Flugplatz Cremona-Migliaro dient der Allgemeinen Luftfahrt.

## Sehenswürdigkeiten
- Das Museo del Violino, ein Museum mit kostbaren Exponaten der Cremoneser Geigenbauerdynastien.[5]
- Antonio-Stradivari-Denkmal
- Der Dom in Cremona, mit einer Höhe von 110 m, ist ein Wahrzeichen der Stadt.
- Bahnhof Cremona
- Amilcare-Ponchielli-Denkmal
- Colonia fluviale "Roberto Farinacci", ein Tageserholungszentrum am Flussufer des Po, das im Auftrag von Farinacci durch Carlo Gaudenzi entworfen wurde und Anklänge an den italienischen Futurismus zeigt. Das Gebäude (heute nur zum Teil genutzt und in schlechtem Zustand) beschreibt einen Halbkreis, in dessen Zentrum ein Turm aufragt. Die Komposition erweckt den Eindruck einer monumentalen Maschine. Der Turm erinnert an einen riesigen Kolben, der sich in einer Hubbewegung befindet.[6]

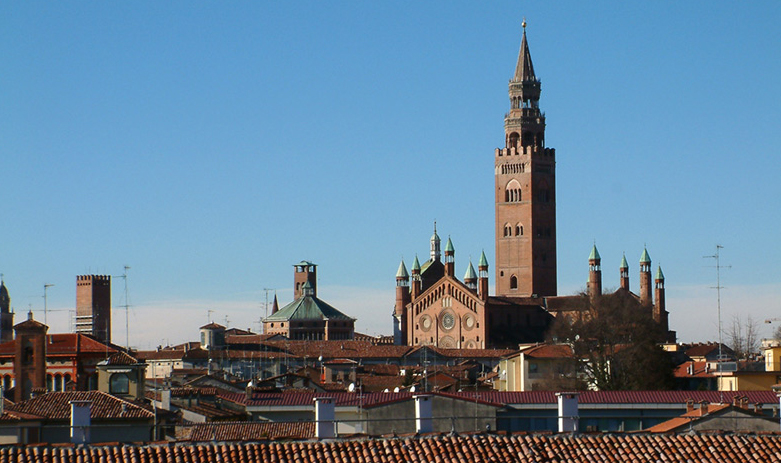
Cremona, Baptisterium und Dom mit Torrazzo
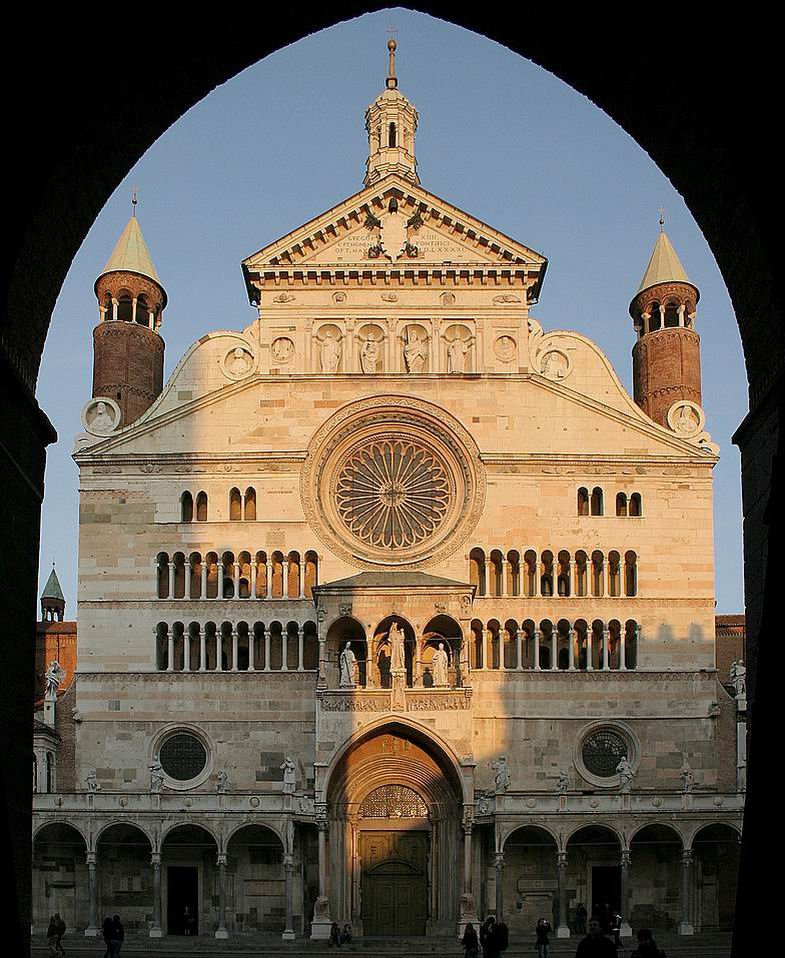
Dom
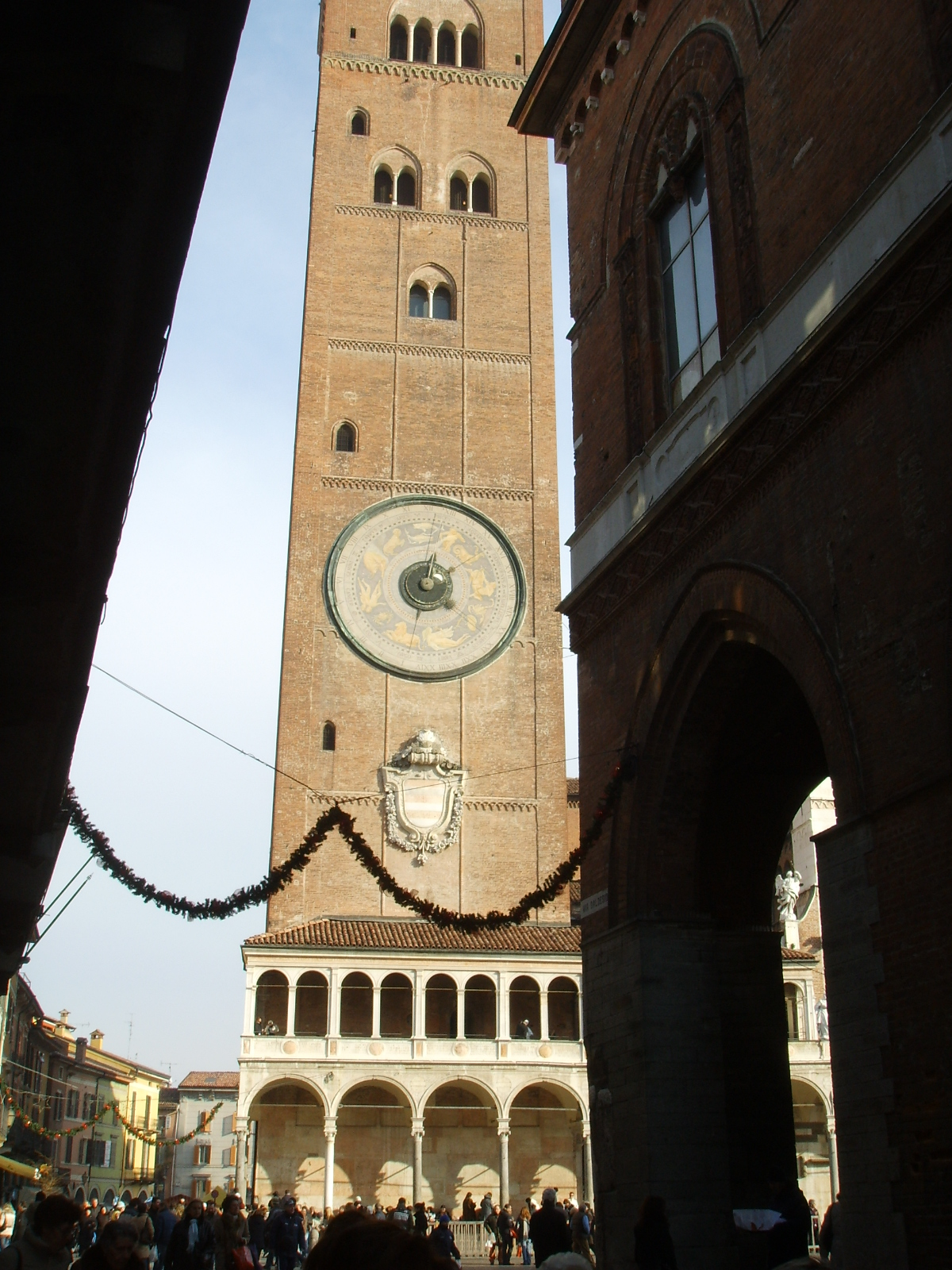
Torrazzo
Cremona, Torrazzo und Rathaus
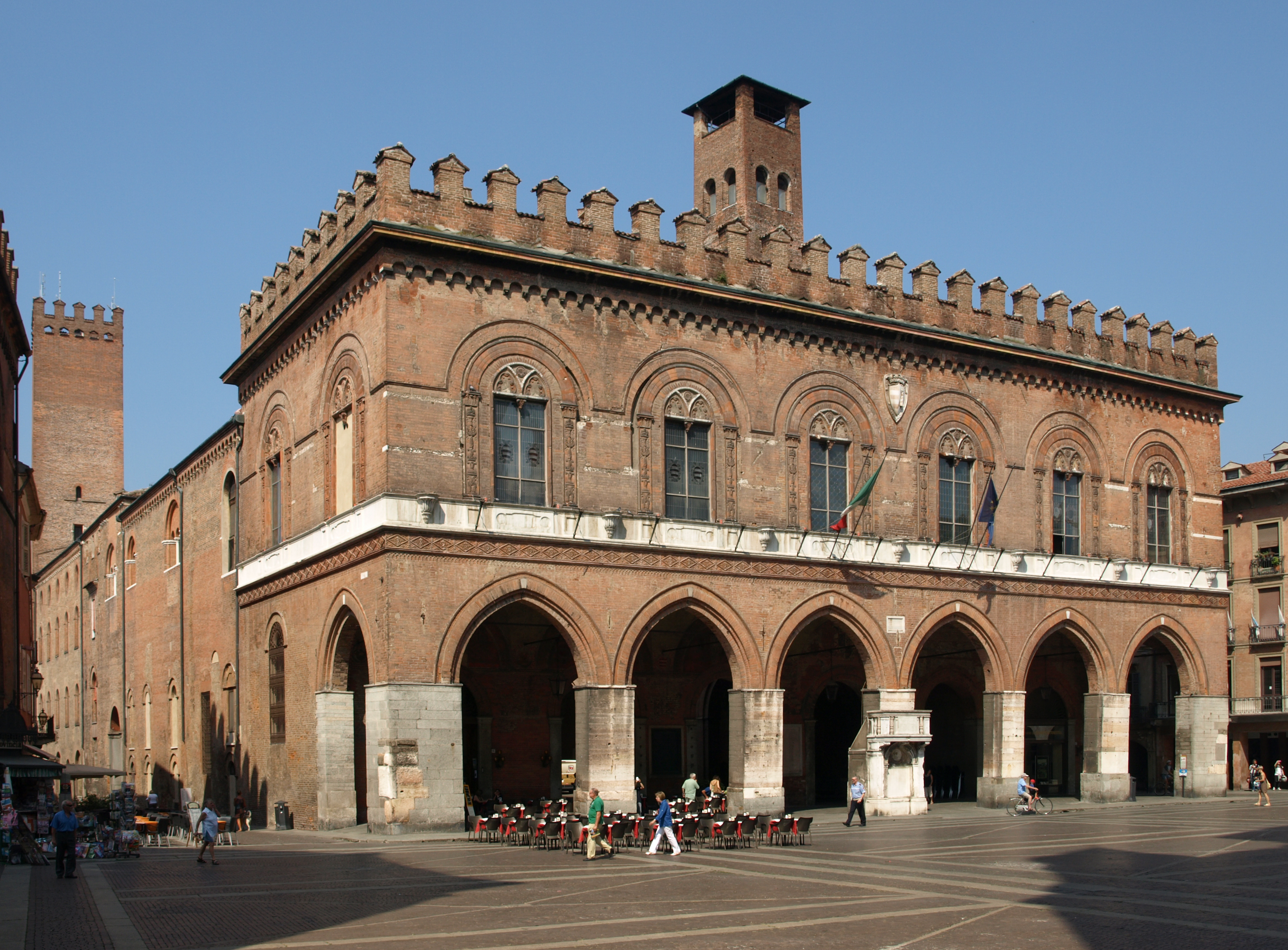
Palazzo Comunale
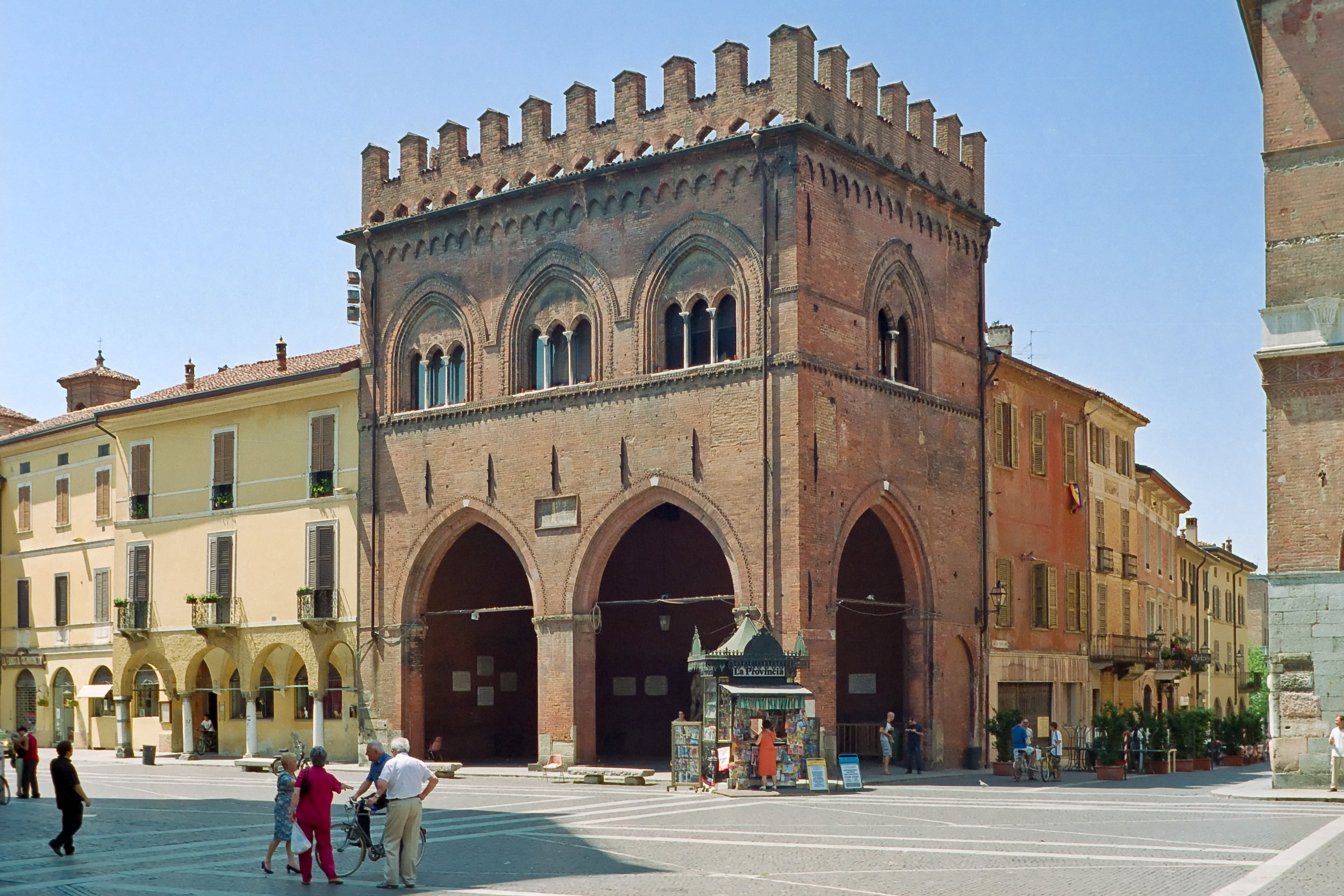
Loggia dei Militi
Cremona, Palazzo Trecchi
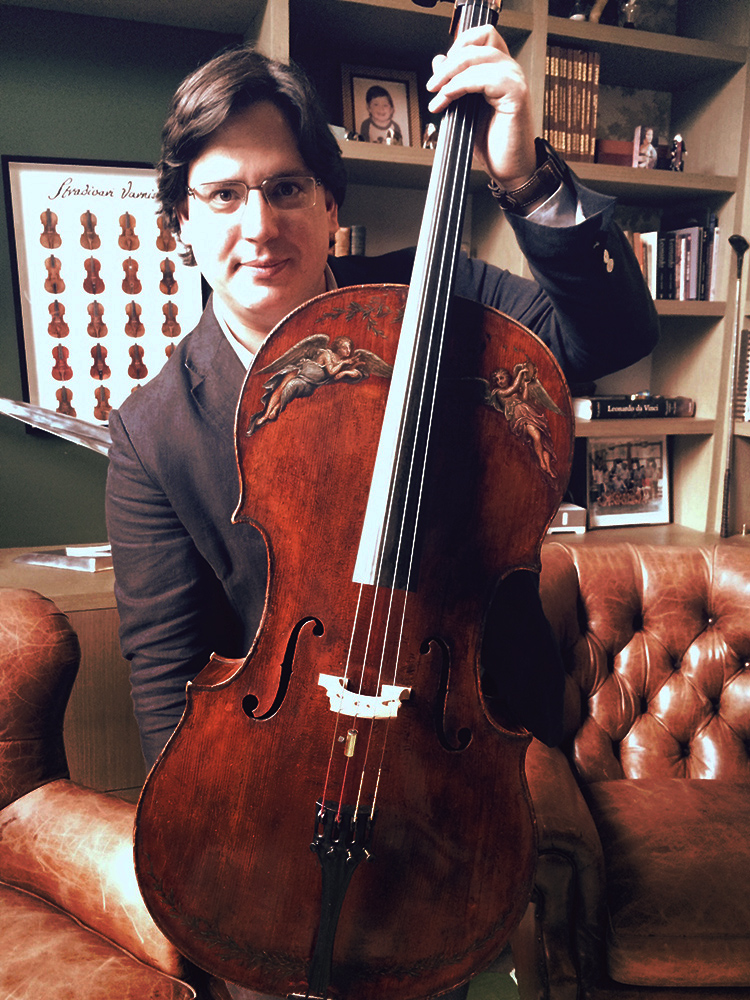
Violoncello von Stradivari
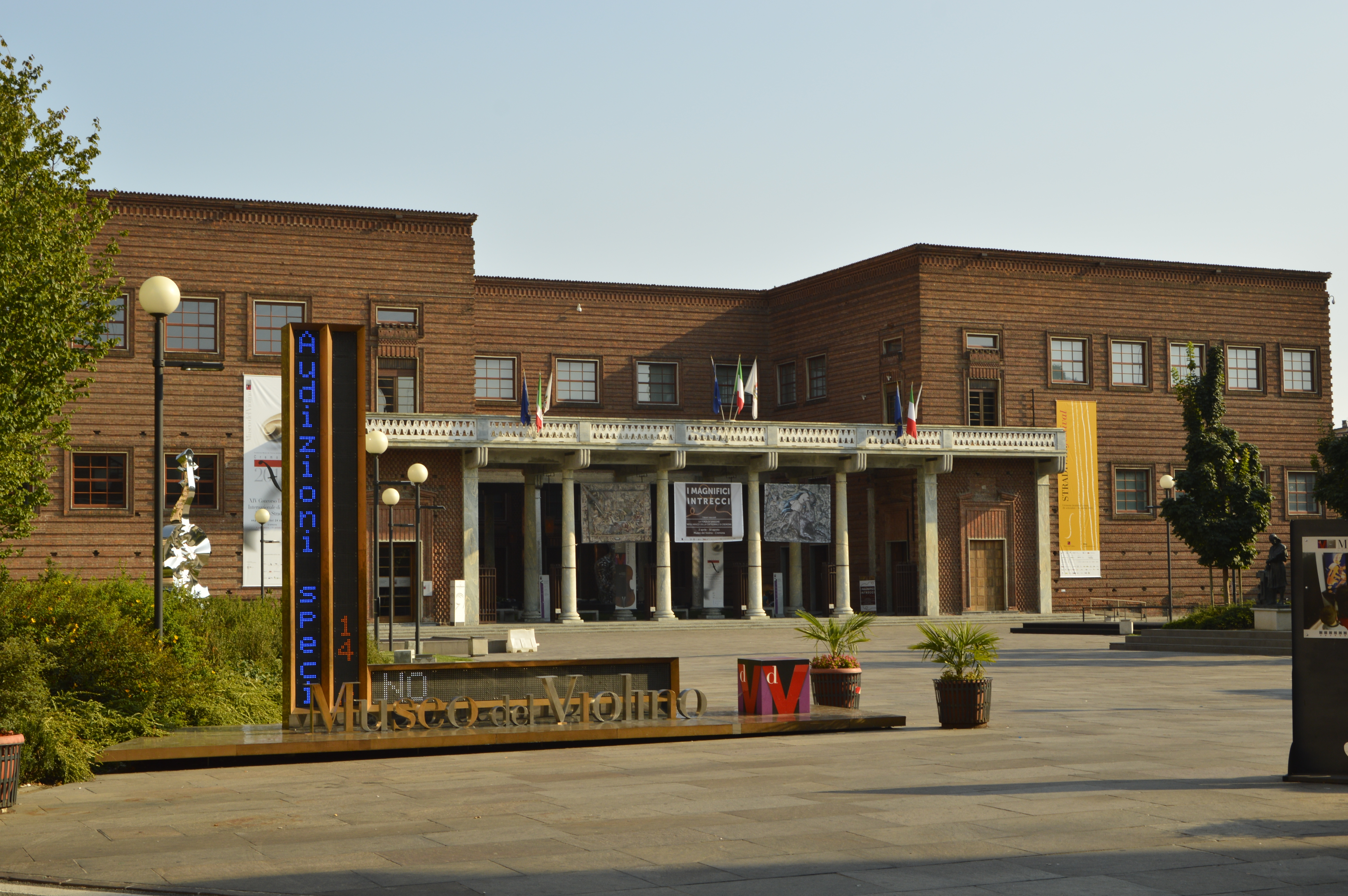
Museo del Violino (Violinenmuseum)
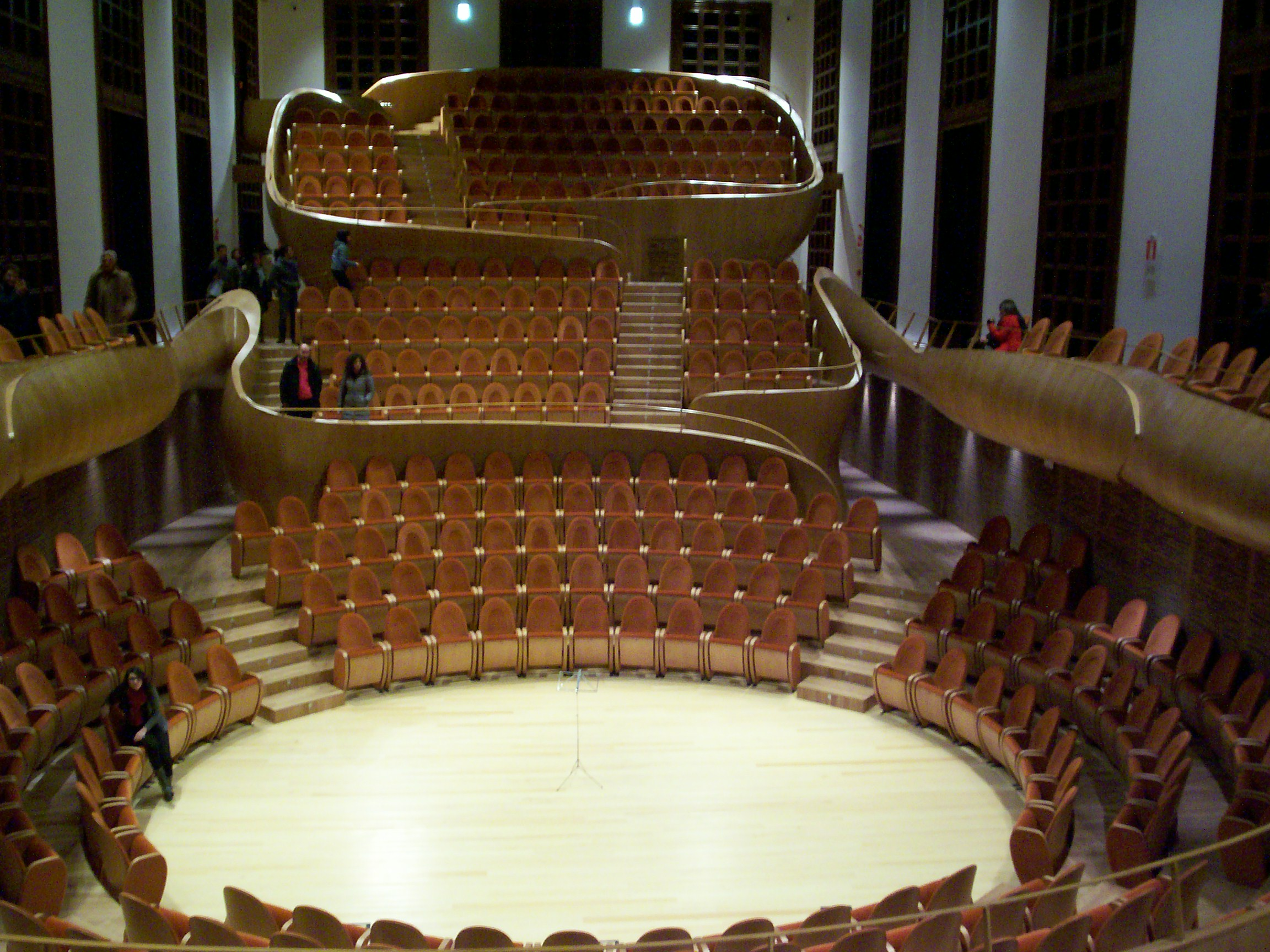
Auditorium des Museo del Violino

## Klima
|                        | Jan  | Feb | Mär  | Apr  | Mai  | Jun  | Jul  | Aug  | Sep  | Okt  | Nov  | Dez |   |      |
| Mittl. Temperatur (°C) | 1,7  | 4,2 | 8,8  | 13,0 | 17,7 | 21,8 | 24,3 | 23,0 | 19,7 | 13,6 | 7,4  | 2,7 | ⌀ | 13,2 |
| Mittl. Tagesmax. (°C)  | 4,3  | 7,3 | 12,7 | 17,4 | 22,4 | 26,9 | 29,3 | 27,9 | 24,0 | 17,3 | 10,2 | 5,3 | ⌀ | 17,1 |
| Mittl. Tagesmin. (°C)  | −1,0 | 1,0 | 4,9  | 8,6  | 13,0 | 16,8 | 19,2 | 18,1 | 15,5 | 9,9  | 4,6  | 0,1 | ⌀ | 9,3  |
|                        |      |     |      |      |      |      |      |      |      |      |      |     |   |      |
| Niederschlag (mm)      | 64   | 51  | 61   | 61   | 68   | 60   | 46   | 64   | 53   | 91   | 86   | 55  | Σ | 760  |

| −1,0 |

| 1,0 |

| 4,9 |

| 8,6 |

| 13,0 |

| 16,8 |

| 19,2 |

| 18,1 |

| 15,5 |

| 9,9 |

| 4,6 |

| 0,1 |

| −1,0 |

| 1,0 |

| 4,9 |

| 8,6 |

| 13,0 |

| 16,8 |

| 19,2 |

| 18,1 |

| 15,5 |

| 9,9 |

| 4,6 |

| 0,1 |

| N i e d e r s c h l a g | 64  | 51  | 61  | 61  | 68  | 60  | 46  | 64  | 53  | 91  | 86  | 55  |
|                         | Jan | Feb | Mär | Apr | Mai | Jun | Jul | Aug | Sep | Okt | Nov | Dez |

## Städtepartnerschaften
- Alaquàs, Spanien
- Krasnojarsk, Russland
- Füssen, Deutschland (seit 2018[7])

## Persönlichkeiten
Bekannte Persönlichkeiten der Stadt sind in der Liste von Persönlichkeiten der Stadt Cremona aufgeführt.